# Institut polytechnique UniLaSalle
Pour les articles homonymes, voir La Salle.
L'Institut polytechnique UniLaSalle (nom de marque UniLaSalle) est l'une des 204 écoles d'ingénieurs françaises accréditées au 1er septembre 2020 à délivrer un diplôme d'ingénieur.
Il s'agit d'un établissement d'enseignement supérieur privé d'intérêt général reconnu par l’État qui délivre un enseignement dans les domaines de l’agriculture, de l’agroalimentaire, de l’alimentation-santé, de l’environnement, de la géologie, de l'énergie et du numérique, et de la médecine vétérinaire. Il dispose de quatre campus : Amiens (Somme), Beauvais (Oise), Rouen (Seine-Maritime) et Rennes (Ille-et-Vilaine).
Il est membre de la CGE, la CDEFI, l'Institut catholique de Paris et de la FESIC.
L'institut doit son nom à Jean-Baptiste de La Salle (1651-1719), fondateur de l'institut des Frères des écoles chrétiennes. 

## Histoire

### ISAB (1855 - 2006)
L’institut normal agricole (qui deviendra l'institut Agricole de Beauvais) puis l’institut supérieur d’agriculture de Beauvais (ISAB), est fondé en 1854 à l’initiative de Frère Menée (Frère des Ecoles Chrétiennes), Louis Gossin et Edouard de Tocqueville. Les premiers élèves arriveront l’année suivante.
En 1856, un professeur de l'institut agricole de Beauvais, Eugène Chanoine, met au point une variété de pomme de terre : l’Institut de Beauvais,.
Il adhère à l’institut catholique de Paris (ICP) en 1921.
Pendant les deux guerres mondiales, l’établissement est réquisitionné pour abriter un hôpital militaire. Le bâtiment subit un grave incendie en 1939.
En 1964, le diplôme d’ingénieur en agriculture de l’ISAB est reconnu par la commission des titres d'ingénieur (CTI).
En 1968, l’école inaugure son nouveau campus, situé à proximité de sa ferme d’application.
En 1999, l’école reçoit l’habilitation à délivrer le diplôme d’ingénieur par la voie de l’apprentissage.
Une nouvelle formation d’ingénieur voit le jour en 2002, la formation d’ingénieur en Alimentation & Santé.

### IGAL (1959-2006)
En 1875, Albert-Auguste de Lapparent inaugure la chaire de géologie et de minéralogie de l’Université catholique de Paris (futur Institut catholique de Paris), fondée la même année.
Plusieurs scientifiques de renom se succèdent à la tête des Laboratoires de géologie et de minéralogie de l’ICP : Albert-Auguste de Lapparent, Pierre Teilhard-de-Chardin ou encore Albert-Félix de Lapparent.
1959 voit la création de l’institut géologique Albert-de-Lapparent (IGAL) au sein de la Faculté libre des Sciences de l’ICP.
L’IGAL devient une entité indépendante en 1978, mais reste lié à l’ICP.
En 1985, l’IGAL est reconnu par l’État. Ses deux diplômes (diplôme d’études générales et diplôme de géologue) sont homologués en 1994.
En 2001, l’école est habilitée à délivrer le titre d’ingénieur.

### ESITPA (1919-2015)

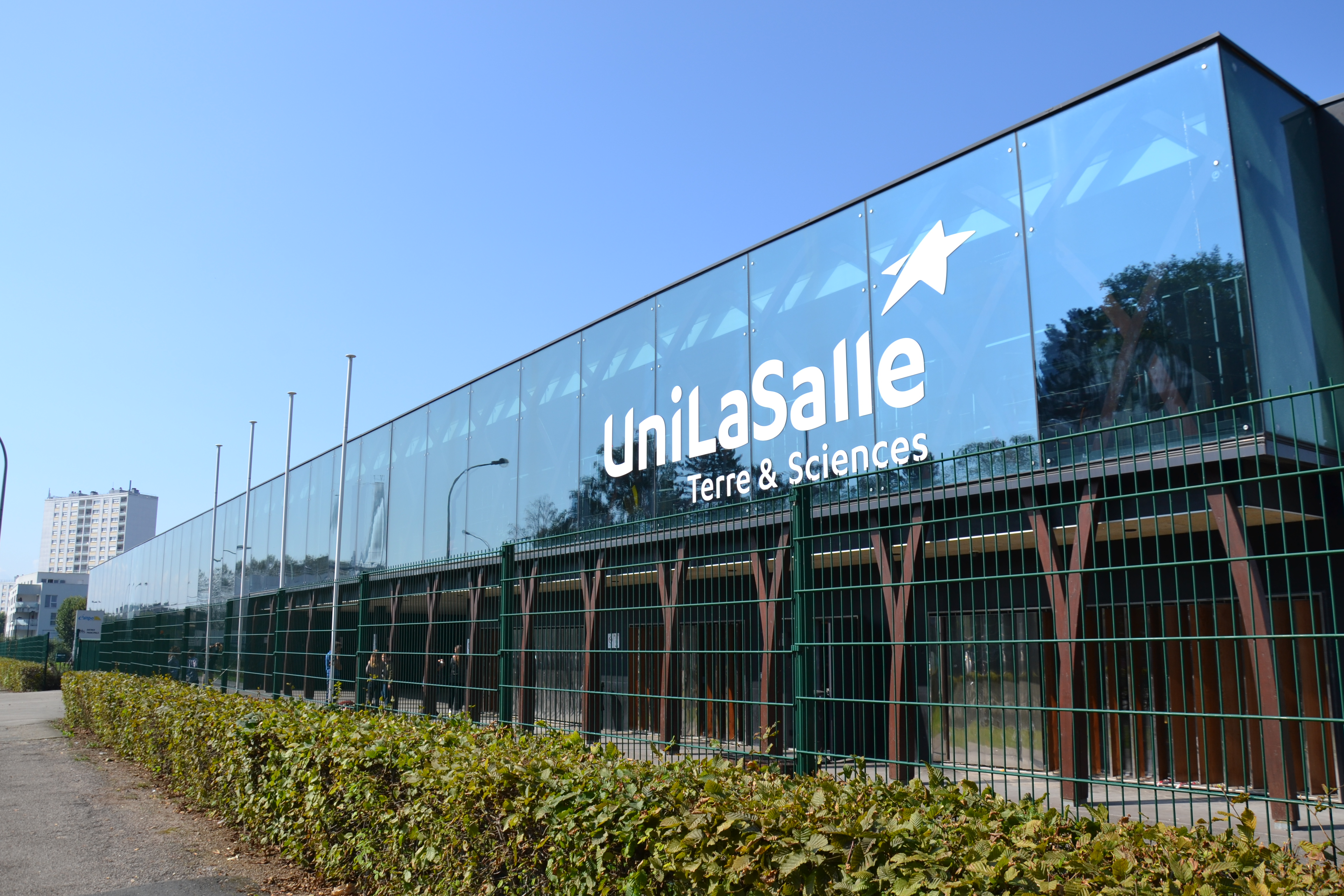
Façade principale d'UniLaSalle, campus de Rouen (Mont-Saint-Aignan)

En 1919, l’institut technique de pratique agricole (ITPA) est créé à Paris (38 rue des Écoles – Paris Ve arrondissement) par Jules-Edouard Lucas. Il a 34 ans quand la guerre éclate, il déploie une intense activité dans le domaine agricole au cours des années de conflit. En 1915, il fonde la Société auxiliaire, dirigée par Tony Ballu, ingénieur agronome (promotion INA 1903). En 1916, il est administrateur de la Société d’exploitation agricole de la Brenne, tandis qu’Henri Bocher (promotion INA 1883), en est le secrétaire général . Devant l’Académie d’agriculture, il présente un rapport sur l’approvisionnement en lait de Paris en 1917 : se fondant sur les données fournies par le service sanitaire de la préfecture de la Seine, les compagnies de chemins de fer, les sociétés laitières et les syndicats des crémiers et des nourrisseurs. En 1919, il est nommé administrateur de la Société d’exploitation et de reconstruction agricole : il aurait alors eu l’idée de « fonder un établissement d’enseignement en voyant les besoins de l’agriculture, la pénurie de techniciens et le retour des hommes qui n’ont pu poursuivre leurs études par suite de la guerre ».[réf. nécessaire]
Ce serait en 1919, au domaine de Beauregard à Mézières-en-Brenne, « au cours d’une réunion groupant Jules-Édouard Lucas, M. Bocher et M. Leroy (promotion INA 1911) que l’idée de la création de l’ITPA [serait] née et qu’il fut demandé aux agros amis de compléter l’équipe ». Fondateur de l’Institut technique de pratiques agricoles (ITPA), Jules-Édouard Lucas en confie la direction à Henri Bocher, s’adjoint Tony Ballu, exploitant à Épernay et très innovant en matière de machines agricoles, et met à la disposition de l’école l’exploitation de Gournay-sur-Marne. En 1923, il est secrétaire de l’office agricole départemental de Seine-et-Oise, il est élu en 1927 membre de la chambre d’agriculture de Seine-et-Oise. Il en est aussitôt élu président et siège avec ses pairs lors de la première réunion des présidents des chambres d’agriculture en octobre 1927 initiée par Joseph Faure, lors de laquelle il reste silencieux. Lors de la session suivante, en revanche, le 22 mars 1928, il intervient longuement en faveur d’un « secrétariat organisé », « qui sera[it] un organe de documentation et également un organe d’exécution » et qui disposerait de ressources suffisantes pour fonctionner. C'est la création de l'APCA dont le conseil d'administration naissant l’élit comme secrétaire ce même 22 mars 1928.[réf. nécessaire]
- 1948 : Reconnu par l’État, l’Institut délivre le diplôme d’ingénieur technique d’agriculture
- 1964 : Habilitée par la Commission des titres d'ingénieur, l’École délivre le diplôme d’ingénieur en agriculture
- 1970 : L’ITPA devient l’École supérieure d’ingénieurs et de techniciens pour l’agriculture (ESITPA)
- 1976 : L’école est transférée à Val-de-Reuil (27)
- 1981 : L’Esitpa devient service de l’APCA (Assemblée permanente des chambres d’agriculture)
- 1984 : Agrément du Ministère de l’Agriculture comme établissement participant à la mission de service public de l’enseignement supérieur agricole
- 1995 : Transfert à Rouen des étudiants de 4e et 5e années
- 1998 : Développement des activités de recherche et création de quatre laboratoires
- 2008 : Regroupement et installation de l’Esitpa sur le campus de Mont-Saint-Aignan
- 2013 : Ouverture du cycle ingénieur par apprentissage et changement du statut de l’Esitpa qui devient un établissement public administratif du réseau des Chambres d’agriculture.

En 2013, l’école « ESITPA, École d’ingénieur en agriculture » est instituée en organisme inter-établissement du réseau des chambres d'agriculture. Elle compte alors entre 110 et 130 étudiants par promotion.

### EME (1992-2018)

Entrée de l'EME.

Créée en 1992, elle est située sur le campus de Ker Lann. Elle est spécialisée en développement durable forme des ingénieurs en génie industriel de l’environnement. Elle compte 350 étudiants.

### Fusion des écoles
L’Institut polytechnique LaSalle Beauvais est créé le 1er septembre 2006. Il regroupe l’Institut supérieur d’agriculture de Beauvais, situé à Beauvais (Oise) et l’Institut géologique Albert-de-Lapparent, basé à Cergy-Pontoise (Val d’Oise).
Pendant l'été 2007, l'école quitte les locaux de Cergy-Pontoise pour regrouper l'ensemble de ses activités sur son site de Beauvais.
Entre 2016 et 2018, l’Institut polytechnique LaSalle Beauvais prend le nom « UniLaSalle » à la suite de la fusion avec l’ESITPA. L'établissement fusionne en 2018 avec l’EME.
Le 1er octobre 2020, l'ESIEE-Amiens, école d'ingénieurs spécialisée dans les domaines de l'énergie et du numérique, rejoint UniLaSalle.

## Enseignement et recherche

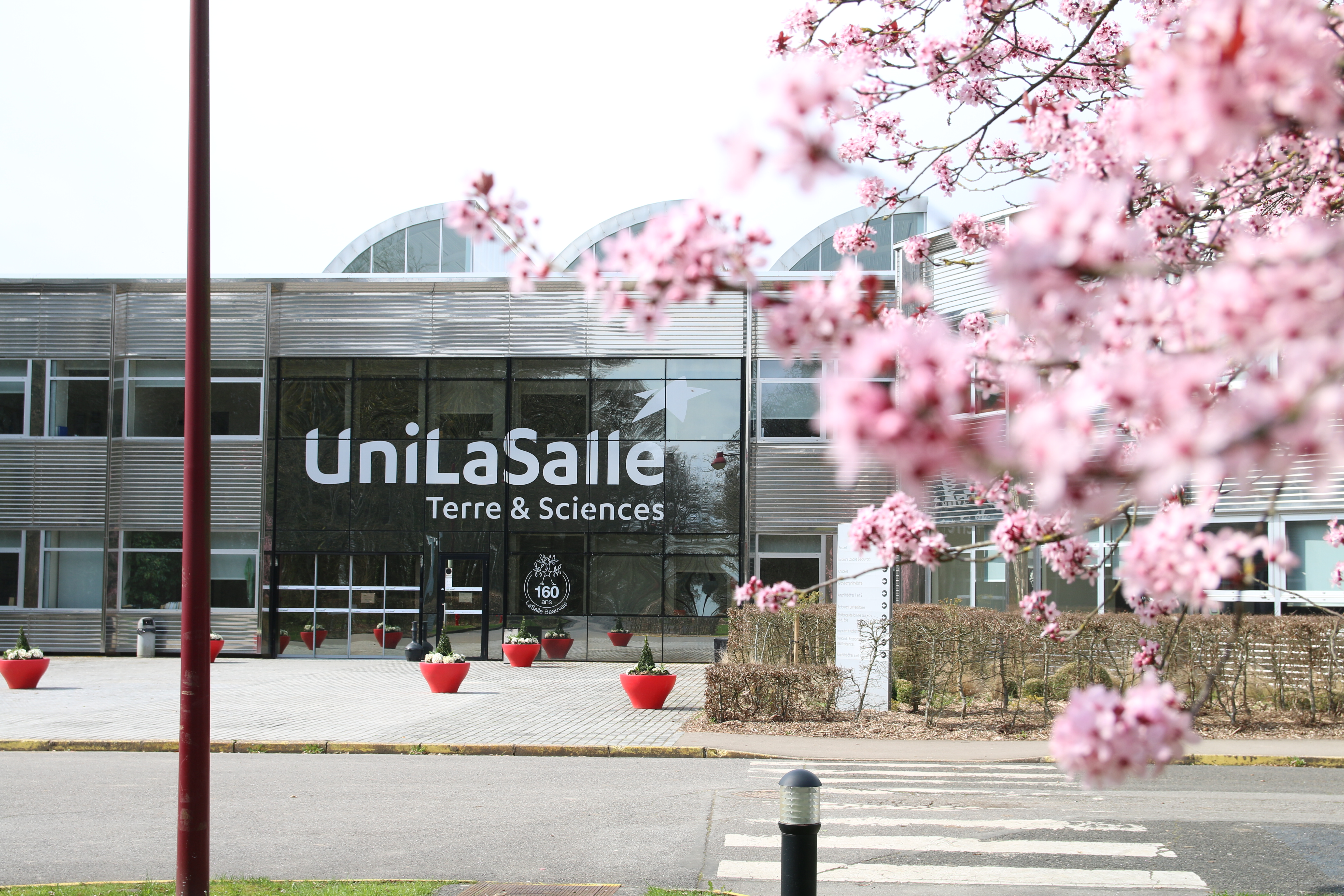
Bâtiment principal du campus d'UniLaSalle, à Beauvais (Oise)

L’école dispense une dizaine de formations allant du Bac+3 au Bac+5, dans les domaines de l’agriculture, de l’agroalimentaire, de l’alimentation santé, de l’environnement ou encore de la géologie. Par ailleurs, l’école propose également une offre de formation continue.
Le 4 mars 2022, UniLaSalle reçoit l’autorisation du ministère de l’Agriculture et de l’Alimentation pour ouvrir la première formation vétérinaire privée de France. À partir de la rentrée 2022, UniLasalle propose donc un enseignement en médecine vétérinaire sur son campus de Rouen, accessible sur sélection au niveau post-bac. 

### Bachelor
- Licence professionnelle Technico-commercial en nutrition animale
- Technicien supérieur professionnel en Géologie[11]
- Coordinateur en environnement

### Ingénieur
Les formations d’ingénieur d'UniLaSalle sont toutes habilitées par le ministère de l’enseignement supérieur après avis de la commission des titres d'ingénieur, conférant le grade de Master aux diplômés.
- Ingénieur en Agronomie et agro-industries
- Ingénieur en Alimentation et santé
- Ingénieur en Sciences de la terre et environnement[11]
- Ingénieur en Géosciences et environnement
- Ingénieur en Génie de l'Environnement (nouvelle spécialité offerte aux étudiants à compter de la rentrée 2019)

Le tableau suivant donne les localisations des formations, les statuts des élèves, et le nombre de diplômés de chaque spécialité :
| Spécialisation                                                                 | Site     | Statuts des élèves                     | Nombre de diplômés (2019) |
| ------------------------------------------------------------------------------ | -------- | -------------------------------------- | ------------------------- |
| Agronomie et Agro-industries                                                   | Beauvais | étudiant, apprenti, formation continue | 182 (dont 37 apprentis)   |
| Agronomie et Agro-industries (anciennement: Agriculture)                       | Rouen    | étudiant, apprenti                     | 134 (dont 20 apprentis)   |
| Agroalimentation et Santé                                                      | Beauvais | étudiant, apprenti, formation continue | 110 (dont 26 apprentis)   |
| Géosciences et Environnement                                                   | Beauvais | étudiant, apprenti, formation continue | 82 étudiants              |
| Génie de l'environnement (ex-ingénieur diplômé des métiers de l'environnement) | Bruz     | étudiant                               | 47 étudiants              |
| Génie énergétique et Systèmes numériques                                       | Amiens   | étudiant, apprenti                     |                           |

Le tableau suivant donne les frais annuels de scolarité à la charge de l'élève (ou de l'entreprise si apprentissage en alternance) :
| Années                                     | Spécialisation                          | Frais de scolarité annuels (2020) | Frais de scolarité annuels (2024) |
| ------------------------------------------ | --------------------------------------- | --------------------------------- | --------------------------------- |
| Cycle préparatoire intégré (années 1 et 2) | Année 1                                 | 6 300 €                           | 7 200 €                           |
| Cycle préparatoire intégré (années 1 et 2) | Année 2                                 | 6 120 €                           | 7 200 €                           |
| Cycle ingénieur (années 3 à 5)             | Agronomie et Agro-industries (Beauvais) | 5 900 €                           | 7 500 €                           |
| Cycle ingénieur (années 3 à 5)             | Agronomie et Agro-industries (Rouen)    | 5 900 €                           | 8 500 €                           |
| Cycle ingénieur (années 3 à 5)             | Alimentation et santé (Beauvais))       | 6 700 €                           | 7 500 €                           |
| Cycle ingénieur (années 3 à 5)             | Géosciences et environnement (Beauvais) | 7 490 €                           | 8 400 €                           |
| Cycle ingénieur (années 3 à 5)             | Génie de l’environnement (Bruz)         | 7 230 €                           | 8 200 €                           |

### Master
- Master Biosciences, sciences du végétal, écoproduction et biovalorisation
- Erasmus Mundus Master Program in Plant Breeding (dispensé en anglais)[11]

### Mastère spécialisé
- Marketing, communication et ingénierie des produits alimentaires[11]
- Économie circulaire

### Masters of Science
- Agricultural Data Management and Decision Models (dispensé en anglais)
- Agriculture urbaine et villes vertes[11]
- Développement durable et éco-innovation

### Programmes courts
- Fall / Spring semester in Environmental Engineering
- Spring semester in Nutritional Sciences (dispensé en anglais)
- Spring semester in Water and Environmental Management (dispensé en anglais)
- Culinary sciences and Health benefits : from field to plate (dispensé en anglais)
- Geological field school in France (dispensé en anglais)[11]

### Recherche
En parallèle de ses activités d’enseignement, UniLaSalle mène des travaux de recherche autour de trois grands axes : les agroressources, les interactions entre aliments et santé, et les géosciences.
L’Institut est membre du pôle de compétitivité « Industries et agroressources » et membre fondateur du pôle « Céréales vallée ».
« Les partenariats avec les entreprises, dans le cadre de projets innovants, sont très nombreux et se sont concrétisés par des investissements très importants dans des plateformes d’innovation et de recherche (par exemple, « Agrilab » et « Ozone », deux des douze plateformes d’UniLaSalle). Les partenariats de recherche sont nombreux, à l’échelle nationale et internationale, et concernent des dizaines de nations ».

## Campus et vie étudiante
UniLaSalle est implanté sur quatre campus, à Amiens, Beauvais, Mont-Saint-Aignan, et Rennes (campus de Ker Lann).
La répartition géographique des moyens de l'école en 2018 est donnée dans le tableau suivant :
| Site                    | Personnel permanent de l'école | Surface des locaux (enseignement+recherche)       | Centre de documentation multimédia avec ressources en ligne | Parc logement étudiant                       |
| ----------------------- | ------------------------------ | ------------------------------------------------- | ----------------------------------------------------------- | -------------------------------------------- |
| Beauvais                | 269                            | 22 000 m2                                         | 173 places                                                  | 1 109 chambres                               |
| Rouen                   | 74                             | 12 500 m² (sur un terrain de 29 593 m²)           | 90 places                                                   | Construction de résidences dédiées envisagée |
| Bruz (Rennes)           | 37                             | n.d.                                              | non                                                         | Construction de résidences dédiées envisagée |
| Amiens                  | 54                             | 12 200 m² dont 11 000 m² à disposition permanente |                                                             |                                              |
| Exploitations agricoles | 10                             | 2 fermes expérimentales                           |                                                             |                                              |
| Total                   | 390                            | 43 104 m2                                         | 263 places                                                  | 1 109 chambres                               |

Les étudiants ont accès à la restauration du CROUS et aux infrastructures sportives.